# Leptasterias hispida
Leptasterias hispida är en sjöstjärneart som först beskrevs av Forbes 1840.  Leptasterias hispida ingår i släktet Leptasterias och familjen trollsjöstjärnor. Inga underarter finns listade i Catalogue of Life.